# Nowotscheboksarsk
Nowotscheboksarsk (russisch Новочебокса́рск, tschuwaschisch Ҫӗнӗ Шупашкар/Çĕnĕ Şupaşkar) ist eine Großstadt mit 124.097 Einwohnern (Stand 14. Oktober 2010) in der russischen Teilrepublik Tschuwaschien. Sie liegt am südlichen Ufer der Wolga, unterhalb der fünf Kilometer entfernten Republikhauptstadt Tscheboksary.

## Geschichte
Die Stadt wurde ab dem Jahr 1960 erbaut und war ursprünglich eine Vorstadtsiedlung von Tscheboksary. Anlass ihrer Gründung war der Bau des Wasserkraftwerks Tscheboksary am Tscheboksarsker Stausee der Wolga in den 1960er-Jahren. Im Jahre 1965 erhielt der Ort dann den Namen Nowotscheboksarsk (wörtlich etwa „Neu-Tscheboksary“) und den Stadtstatus. 1971 wurde Nowotscheboksarsk administrativ direkt der Tschuwaschischen ASSR unterstellt, 1983 überschritt seine Einwohnerzahl bereits die Grenze von 100.000.
Am 2. März 2008, zeitgleich mit den Präsidentschaftswahlen, fand in Tscheboksary und in Nowotscheboksarsk eine Volksabstimmung über eine Vereinigung beider Städte statt. Dieses Vorhaben scheiterte jedoch, da zwar 63 % der Bürger von Tscheboksary, jedoch nur 38 % der Bewohner von Nowotscheboksarsk dafür stimmten.

### Bevölkerungsentwicklung
| Jahr | Einwohner |
| ---- | --------- |
| 1970 | 038.864   |
| 1979 | 085.307   |
| 1989 | 114.760   |
| 2002 | 125.857   |
| 2010 | 124.097   |

Anmerkung: Volkszählungsdaten

## Wirtschaft und Verkehr
Neben dem Wasserkraftwerk, das heute zum russischen Energieunternehmen RusHydro gehört, existieren in Nowotscheboksarsk mehrere wichtige Industriebetriebe, darunter das Chemiewerk Chimprom, eine Baumaterial-, eine Textil- und eine Röhrenfabrik.
Mit einer Anbindung an die Fernstraße M7 sowie durch ihren Wolga-Hafen ist die Stadt ein wichtiger Verkehrsknotenpunkt. Der nächste Fernbahnhof befindet sich in Tscheboksary. Der öffentliche Personennahverkehr der Stadt besteht unter anderem aus einem eigenständigen Trolleybusnetz, das 1979 in Betrieb genommen wurde.

## Städtepartnerschaften
Nowotscheboksarsk listet folgende Partnerstädte auf:
- Žatec, Tschechien
- Klimowsk, Russland
- Sterlitamak, Russland

## Söhne und Töchter der Stadt
- Olga Jegorowa (* 1972), Langstreckenläuferin
- Natalja Smirnowa (* 1979), Ringerin
- Olga Smirnowa (* 1979), Ringerin
- Wiktor Bobrow (* 1984), Eishockeyspieler
- Darja Spiridonowa (* 1998), Turnerin
- Lana Prussakowa (* 2000), Freestyle-Skierfahrerin